# Emesaya lineata
Emesaya lineata är en insektsart som beskrevs av Mcatee och Malloch 1925. Emesaya lineata ingår i släktet Emesaya och familjen rovskinnbaggar. Inga underarter finns listade i Catalogue of Life.